# Agoudat Israel
Agoudat Israel (en hébreu : אגודת ישראל , en français Union d’Israël) est un parti politique juif fondé en 1912 dans la ville polonaise de Katowice, qui faisait partie alors de l'Empire allemand, comme bras politique du judaïsme orthodoxe. 
Agoudat Israel existe de nos jours en tant que parti politique en Israël et en tant que mouvement international sous la dénomination World Agudath Israel (en). L'Agoudat s'oppose aux tendances laïques. 

## L'Agoudat Israel avant la création de l'État d'Israël
Le parti Agoudat Israel est fondé en Pologne en 1912 par des dirigeants rabbiniques de Pologne, Lituanie, Russie et Allemagne pour défendre et promouvoir la halakha (loi juive) Le programme de ce parti du judaïsme orthodoxe est basé sur le respect des principes de la Torah et prône l'observance stricte de la loi religieuse. Parmi ses fondateurs il y a le rabbin Hafetz Haïm, le rabbin Chaïm Ozer Grodzensky, le rabbin Haïm Soloveitchik ou encore le rabbin Abraham Mordechaj Alter.

### Les raisons de la création
Lorsque le sionisme apparait au XIXe siècle, la grande majorité des rabbins en Europe centrale s’y oppose violemment à cause de son acceptation du savoir et de la culture occidentale. 
À l'époque, il s’agit donc d’organiser les juifs religieux comme une force politique afin de lutter efficacement pour la préservation de leur mode de vie traditionnel, centré sur la communauté et isolé autant que possible de l’environnement non-religieux. Il s’agit également de combattre les influences modernistes et toute tendance d'assimilation au sein du judaïsme. 
La décision de mettre en place un programme éducatif nationaliste laïc prise lors du Ve congrès sioniste est un facteur déterminant pour l'union des orthodoxes au sein de l’Agoudat. Le sionisme politique laïc considère le retour à Sion comme une nouvelle dimension du peuple juif. Ce nationalisme devient non plus seulement un moyen d’avoir un foyer national, mais un idéal en soi. L’Agoudat  considère que l’idéal national ne peut pas remplacer l’idéal religieux. Le rabbin Haïm Soloveitchik de Brest (ou Brisk en yiddish) déclare : « Même si nous avons eu l’idée de pousser nos disciples à construire ce pays, nous ne pouvons nous associer à des dirigeants qui s’opposent à la religion. »[réf. non conforme]
Bien qu'antisioniste au nom de l'orthodoxie juive qui ne prévoit le retour à Sion qu'avec la venue du Messie qui seul peut rétablir un État juif en Palestine, l'Agoudat sera améné à modifier sa position après l’avènement du nazisme, la violence déclenchée par les Arabes de Palestine à partir du milieu des années 1930, la Shoah et la création de l'État d'Israël. 

#### Orthodoxes et ultra-orthodoxes
Lors de la création de l’Agouda, trois courants principaux du judaïsme orthodoxe se réunissent : les Juifs allemands, disciples du rabbin Samson Raphaël Hirsch, les Juifs d’obédience hassidique et les Juifs tenant des yeshivoth, les deux derniers groupes vivants essentiellement sur les anciennes terres de la république des Deux Nations (Pologne-Lituanie) au sein de laquelle les Juifs jouissaient pendant des siècles d'une grande autonomie culturelle et religieuse.
Lors du congrès fondateur de Katowice de 1911, le grand rabbin Haïm Soloveitchik de Brest déclara : « Il ne s’agit pas d’unifier mais de s’unir. ».

### Instance dirigeante du mouvement
Le parti est centré autour d’un Conseil des sages de la Torah, assemblée de plusieurs rabbins constituant l’instance dirigeante du mouvement. Le Conseil est composé des plus grands rabbins représentants les courants qui ont créé le parti. Ce conseil n’est pas élu et il y a deux façons pour devenir membre du conseil : la cooptation et la nomination. Dans le premier cas, les membres du Conseil choisissent eux-mêmes un nouveau membre parmi les rabbins de haut rangs. Dans le cas de la nomination, c'est une structure membre de l'Agoudat, par exemple une communauté hassidique, qui désigne son représentant, en pratique il s'agit presque toujours de son chef. Ainsi, la distribution s’opère sur un mode quasi aristocratique qui rappelle l’influence respective des dynasties ashkénazes. Pendant longtemps, la langue yiddish est la langue usitée dans les débats.
À certaines époques, les décisions de l'Agoudat sont influencées par des rabbins prestigieux extérieurs aux structures du parti, comme c'est le cas du rabbin Avrohom Yeshaya Karelitz dans les années 1940–1950.
L’influence des élus du parti est subordonnée au conseil des sages.

### L'Agoudat Israel au sein de l'État polonais
Lorsque l'Etat polonais se reconstruit à la fin de la Première Guerre mondiale à l'intérieur de ses frontières d'avant les partages de ce pays en XVIIIe siècle, l'Agoudat Israël devient l'un des partis juifs les plus influents et participe activement à la vie politique du pays. Le parti participe aux élections et des députés d'Agoudat siègent au Parlement polonais. 
Le parti obtient son plus grand succès électoral grâce à la coalition électorale, le Bloc des minorités nationales. Ses militants les plus connus sont : le rabbin Chaim Ozer Grodzinski, le rabbin Yitzhak-Meir Levin, le rabbin Meir Shapiro, Aleksander Zusia Friedman (en) Aaron Lewin (pl), Herman Kirszbaum (pl), Jankiel Trockenheim (pl), Lejb Mincberg (pl) ou encore Uszer Mendelsohn (pl). Les députés du parti juif orthodoxe Agoudat Israël siégent au Parlement polonais avec leur kippa.
L'État polonais accorde aux Juifs l'égalité de droits et une autonomie culturelle. Le réseau des heders est reformé et le réseau d'écoles religieuses pour filles, Beit Yaakov, se développe. Créé par Sarah Schenirer, une véritable pionnière dans l’éducation juive orthodoxe, Beit Yaakov ne possède qu'une seule école en 1917, mais en 1925, il en a déjà 54.

### L'Agoudat Israel en Palestine mandataire
En 1912, une branche de l’Agoudat est créée en Palestine mandataire au sein de l'ancien Yichouv, sous l'impulsion des rabbins Yosef Chaïm Sonnenfeld et Yizhok Yerouham Diskin. Les religieux traditionalistes installés dans le pays depuis des siècles nourrissent un fort ressentiment envers des sionistes qui commencent à arriver en Palestine à compter de la fin du XIXe siècle et qu'ils perçoivent comme une menace pour leur mode de vie ancestral. 
En 1922 est créée la Poale Agoudat Israel (PAI), à l’origine une branche ouvrière de l’Agoudat qui finira par devenir autonome. Tout en critiquant son côté trop laïque, la PAI prend des positions plus ouvertes sur le sionisme et crée des kibboutz et des mochav sur le modèle des sionistes socialistes.
Le premier congrès mondial de l'Agoudat Israël se tient à Vienne en 1923 au cours duquel le projet du Daf Yomi (étude quotidienne d’une page du Talmud) du rabbin Meir Shapiro est adopté à l'unanimité.
Cependant, le conflit politique entre l’Agoudat de Palestine et le Yichouv sioniste est de plus en plus aigu. L'un des dirigeants locaux de l’Agoudat, Jacob Israël de Haan ira jusqu'à préconiser l'alliance avec les Arabes palestiniens contre les sionistes. Il sera assassiné en 1924 par la Haganah, une organisation paramilitaire d'autodéfense juive.
L'ancien Yichouv palestinien refuse tout rapport avec le nouveau grand-rabbinat de Palestine du rabbin Abraham Isaac Kook, mis en place par les institutions sionistes et le pouvoir britannique en Palestine mandataire en 1921. Un réseau de tribunaux rabbiniques spécifique et indépendant du grand-rabbinat est donc négocié avec les Britanniques, sous la direction du rabbin Sonnenfeld. 
En 1938, l’Agoudat de Palestine connait une scission. Des communautés ultra-orthodoxes surtout des États-Unis et de Jérusalem se regroupent alors au sein de l’Edah haHaredit qui existe jusqu'à nos jours, et demeure toujours hostile au sionisme. Le mouvement Neturei Karta de Méa Shéarim, qui fait également scission de l’Agoudat de Palestine est encore plus antisioniste.[réf. souhaitée]
Des politiques hostiles aux juifs et la pression sur le judaïsme européen deviennent très fortes et la direction de l’Agoudat décide d’augmenter l’émigration vers la Palestine. Pour cela, elle accepte une collaboration limitée avec les sionistes car c'est l’Agence juive, une organisation sioniste, qui a le monopole de la distribution des certificats d’immigration pour la Palestine mandataire attribués par les Britanniques.
En 1937, alors que les émeutes arabes se poursuivent en Palestine, le 3e Congrès Mondial de l'Agoudat Israël se tient à Marienbad. Les débats se concluent par un appel aux Juifs du monde à participer à la construction du pays juif selon l’esprit de la Torah. Toujours opposé au rapprochement avec les sionistes, certains rabbins et les communautés qu'ils dirigent quittent l'Agoudat en 1938 pour fonder Edah Haredit.
À partir de 1939–1940, des Juifs orthodoxes qui arrivent en catastrophe d’Europe orienteront l’Agoudat dans un sens plus modéré vis-à-vis du sionisme.

## L'Agoudat dans l'État d'Israël
Après la Shoah, le monde de la Torah est totalement anéanti ainsi que les communautés juives d’Europe. La branche palestinienne, puis israélienne, de l'Agoudat Israel devient dominante, même si aujourd’hui, certains des rabbins décisionnaires du parti sont toujours basés hors d’Israël, principalement aux États-Unis. Les yéchivot (écoles talmudiques) sont remises sur pied, grâce au soutien du Comité de sauvetage des rabbins d’Amérique, branche exécutive de l’Agoudat Israël.
En 1947 lors de l’enquête du Comité spécial des Nations unies sur la Palestine concernant la création d’un État juif, l'Agoudat Israel accepte de ne pas prendre position contre celui-ci, mais ne le soutient pas. Dans une lettre solennelle, le fondateur de l’Etat israélien, David Ben Gourion s'engage à ce qu'aucune atteinte ne soit portée aux droits dont les religieux jouissaient dans le Yichouv, la communauté juive de la Palestine mandataire. Cette lettre, signée par les dirigeants sionistes au gouvernement est qualifiée de "lettre du statu quo". Ainsi, les questions d’état civil continuent à être traitées par les tribunaux rabbiniques selon la halakha (la loi juive), le shabbat et les jours de fête sont des jours chômés, les cantines des services publics et de l’armée sont strictement casher, etc. En 1950, l’État exonère les ultra-orthodoxes du service militaire.[réf. souhaitée]. La lettre du statu quo et l’exemption du service militaire sont encore aujourd’hui la base de l’actuelle politique israélienne vis-à-vis des ultra-orthodoxes juifs.
Malgré son hostilité au sionisme, l’Agoudat Israel participe à toutes les élections parlementaires d’Israël, seul ou en coalition.[réf. souhaitée]Le partenaire privilégié de ces coalitions est jusqu’aux années 1980 le Poale Agoudat Israel, puis le parti Degel HaTorah. Cette dernière alliance est connue sous la dénomination du Yahadut Hatorah (Judaïsme unifié de la Torah). La participation aux élections est pragmatique et relativement peu idéologique. Le soutien de l’Agoudat Israel au gouvernement en formation (de gauche ou de droite) est conditionné par le soutien matériel de l'État à ses écoles religieuses et autres institutions communautaires du mouvement. Le parti joue de sa position souvent essentielle à la survie de la majorité gouvernementale pour faire passer des lois renforçant le respect des lois juives en général et du shabbat et de la casher en particulier.[réf. souhaitée]

### La période 1948-1952
Pendant cette période, le parti participe à la coalition gouvernementale avec le Parti travailliste: le Mapaï. Ses centres d’intérêts sont essentiellement religieux et c’est à ce titre qu’il obtint en 1950 l’exemption du service militaire pour les étudiants des yeshivot, ceux-ci sont à l’époque peu nombreux. Mais leur augmentation numérique rapide finira par créer des tensions importantes avec la société civile israélienne qui ne comprend pas toujours ce « privilège ».[réf. souhaitée]
L’alliance avec les travaillistes est rompue en 1952 à cause de l’insistance de ceux-ci sur le service militaire des jeunes filles. Pour les haredim, toute domination autre que celle du père ou du mari sur la femme est inacceptable. Un des dirigeants haredi déclarera que même si la conscription avait pour but de faire réciter des psaumes aux conscrites, elle devrait être combattue parce qu’elle dérogerait à cette règle.[citation nécessaire]

### La période 1952-1977
Ensuite le parti passe dans l’opposition. Elle est radicale sur le plan idéologique mais beaucoup moins sur le plan politique.
D’un point de vue idéologique, le public haredi de l’époque a développé une hostilité viscérale aux socialistes athées. Dans le milieu haredi, l’accès aux médias modernes est faible et les rumeurs s’y répandent rapidement. Deux générations de haredim grandirent avec des histoires horrifiantes parfois vraies, parfois fausses sur des textes sacrés profanés, des garçons et des filles prenant leurs douches en commun dans les kibboutz, des enfants religieux élevés de force dans le système éducatif laïque.[réf. nécessaire]
D’un point de vue politique, l'Agoudat Israel n'est pas lié à la droite nationaliste représentée par le Herout, principal ancêtre du Likoud. Au contraire, il monnaie ses voix au parlement selon ses intérêts du moment. L'Agoudat Israel exerça principalement son influence de deux façons :
- par le biais du Parti national religieux  (PNR). Celui-ci, représentant les sionistes religieux, est de toutes les coalitions avec les socialistes jusqu’en 1977 . Il a toujours un certain « complexe d’infériorité religieux » vis-à-vis des ultra-orthodoxes[11]. Ceux-ci et leurs rabbins exercent donc une certaine influence sur les positions religieuses du PNR , qui à son tour influença l’attitude de la coalition au pouvoir dirigée par le Mapaï jusqu’en 1977 ;
- à travers ses votes directs. Le Mapaï et les autres partis de la coalition se sont parfois divisés sur certains sujets non-religieux. L’Agoudat monnaya ses votes sur des sujets laïques qui ne l’intéressaient guère en échange d’avantages,[réf. souhaitée] en particulier des fonds pour ses institutions religieuses, ses écoles, ses yeshivot…

De 1960 à 1969, le Poale Agoudat Israel (PAI), jusqu’alors très lié à l'Agoudat Israel, mais plus nationaliste, participe au gouvernement israélien (avec le soutien de certains rabbins) contre le Conseil des sages de la Torah, l'instance dirigeante de l'Agoudat, ce qui est un traumatisme pour le monde haredi qui considérera cette révolte comme un sacrilège. Des membres du PAI seront molestés et des permanences attaquées.[réf. nécessaire] Le responsable du PAI, Binyamin Mintz (en), lui-même issu de la dynastie hassidique Gour, sera exclue des synagogues de sa communauté. Pendant 9 ans, les relations seront rompues entre les deux partis frères et ne reprendront vraiment qu’après le départ du PAI du gouvernement.
Pendant cette période, l'Agoudat Israel obtient en général 3 à 4 sièges quand il se présentait seul, et le PAI seulement deux. Lorsqu’ils se présentèrent ensemble, les deux partis eurent 5 à 6 sièges (4 à 5 % des voix). La capacité de l'Agoudat Israel à attirer un électorat non haredi reste donc faible.[réf. souhaitée]
Des conflits entre factions internes de l'Agoudat Israel surviennent souvent lors de la répartition des fonds obtenus du gouvernement : chaque groupe veut en effet une part aussi importante que possible pour ses institutions.[réf. souhaitée]

### Après 1977
À partir de 1977, Menahem Begin et le Likoud arrivent au pouvoir. Bien que sioniste, la droite est plus conservatrice en matière de religion et les relations entre le gouvernement et les haredim s’améliorent. Menahem Begin, qui insiste beaucoup pour son respect pour les traditions religieuses, est très populaire dans le monde haredi. Son successeur, Yitzhak Shamir qui ne cache pas son manque d’intérêt pour les choses de la religion, est beaucoup moins bien perçu.
L'Agoudat rentre dans le gouvernement et participe à beaucoup de ceux-ci depuis l’époque, mais pas à tous.
L'Agoudat développe ses actions dans 2 directions : la collecte de fonds et le respect des lois juives.
L’obtention de fonds pour ses institutions est une priorité pour le mouvement. Dans ce domaine, les gouvernements des années 1980 et 1990 seront des gouvernements fastes pour l'Agoudat. L’Agoudat est nécessaire aux gouvernements Likoud jusqu’en 1983. Les deux partis qui animent les gouvernements d’unité nationale droite-gauche (1984-1990), le Parti travailliste et le Likoud, se disputent également l’alliance avec les partis haredi pour les suites d’une inévitable rupture du gouvernement de coalition. Le versement des sommes atteint donc des montants inégalés jusqu’alors.[pas clair] À partir de 1977, l’Agoudat préside la commission des finances de la Knesset et obtient ainsi un accès aux fonds gouvernementaux, mais les versements se font par le biais des députés religieux.[réf. nécessaire] Chaque député privilégie la faction qu’il représente et les institutions religieuses qui en dépendent. Cette fonction de représentation et de collecte de fonds de l’Agoudat, au moins autant que des raisons idéologiques, explique assez largement les scissions suivantes : chaque faction veut avoir ses propres députés.
S’il explique en partie l’éclatement de l’Agoudat, l’afflux de fonds gouvernementaux explique aussi la considérable croissance des institutions religieuses, en particulier en éducation, du monde haredi depuis 1977.
L’Agoudat  obtient un durcissement considérable de la législation en la matière du respect des lois religieuses, ce qui est  très mal vécu par les laïques et entraîne des affrontements. La loi sur la vente de porc, les autopsies, l’avortement, le respect du shabbat, interdiction des vols d’El-Al, etc. Les analyses postérieures montrent que la société israélienne contourne assez largement ces interdits. Au-delà de la loi, sur ce point les haredim n’obtiennent pas un succès aussi large que dans le domaine financier.

### Les scissions des années 1980
Dans les années 1980, l'Agoudat  connaîtra deux scissions.

#### Le Shas (Sfaradim Shomréi Torah ou Gardiens Sépharades de la Torah)
Après la création d'Israël, les ultra-orthodoxes israéliens essayent d'attirer à eux des séfarades. Certains séfarades, surtout les jeunes élevés dans le système éducatif religieux à partir des années 50, acceptent la méfiance de l'Agoudat à l’égard de la modernité et rejoignent le parti, en constituant une nouvelle faction séfarade. Celle-ci reste cependant tenue à l’écart des décisions centrales de l'Agoudat et finira par quitter le parti pour former sa propre formation en 1984 : le Shas.
Comme toutes les grandes décisions chez les ultra-orthodoxes, la scission s’est faite par le rabbin ashkénaze Eliezer Menahem Shakh. Il est un des dirigeants de l'Agoudat, mais, il a des divergences croissantes avec certains hasidim, en particulier les hasidim Loubavitch. Ceux-ci ne sont pas formellement membres de l'Agoudat, mais ont une certaine influence sur celle-ci. Le durcissement des affrontements explique en partie l’attitude scissionniste du rabbin.

#### Degel HaTorah
La constitution du parti Degel HaTorah (Bannière de la Torah) en 1988 est également le fait du rabbin Eliezer Menahem Shach. Elle regroupe les ashkénazes non-hassidim (les mitnagdim) qui s’estiment sous-représentés au sein de l'Agoudat. Elle exprime aussi le durcissement croissant des affrontements avec les Loubavitch, qui participeront fortement aux élections de 1988 aux côtés de l'Agoudat avant de revenir à leur traditionnelle et relative indifférence politique.

#### Les scissions: conséquences
L'Agoudat regroupe maintenant surtout les ultra-orthodoxes hassidim et ashkénazes. Le PAI, qui n’obtint qu’un siège en 1977 et aucun en 1981, n’a ainsi plus d’expression autonome depuis 1988 et rejoint dès lors entièrement l'Agoudat.
Le Degel HaTorah regroupe surtout les ultra-orthodoxes non hassidim (« Lituaniens ») et ashkénazes. Cependant, en 1988, les hassidim Belz (en), non liés à l'Agoudat, décident de soutenir le parti.
Le Shas regroupe les ultra-orthodoxes non hassidim et séfarades. Une particularité du Shas est qu’un de ses mentors spirituels, le seul après la mort du rabbin Eliezer Menahem Shakh, soit un ancien grand rabbin d’Israël, une institution sioniste. Son autre originalité est qu'il attire aussi un électorat qui n’est pas ultra-orthodoxe mais plutôt sioniste : des traditionalistes séfarades.[réf. nécessaire]
Au-delà de ces différences, les trois partis ont des approches assez similaires. Ils souhaitent que leurs institutions éducatives et religieuses soient aidées par l’État, et que celui-ci favorise la pratique religieuse juive.[réf. nécessaire]
Dans les années 1990, l'Agoudat Israël et le Degel HaTorah présentent des listes communes (mais sans se réunifier) sous le nom de Yahadut Hatorah (Judaïsme unifié de la Torah). Cette alliance est rompue en 2005 à cause d’une divergence entre rabbins,(faut-il accepter ou non des postes officiels ?) avant de se reformer.

## Perception par l'opinion publique israélienne aujourd'hui
Trois points du programme des trois partis haredim sont aujourd’hui mal perçus par la majorité de l’opinion publique (selon les sondages[Lesquels ?]) :
- La volonté d’imposer des règles religieuses au reste de la population juive. Il y a des divergences entre haredim (le rabbin Shakh y voyait peu d’avantages) mais il y a une tendance à demander un renforcement du respect des lois religieuses, en particulier en matière de cacherout et de shabbat ;
- La demande de fonds supplémentaires pour les écoles et yeshivot ;
- Le refus de laisser les jeunes ultra-orthodoxes (il y a des exceptions) faire leur service militaire, dans un pays où la défense est une priorité.

Ainsi, un parti comme le Shinouï, regroupant les partisans d’une plus grande laïcité, a bâti son succès électoral sur la dénonciation des privilèges et des abus des partis religieux.[réf. souhaitée]
Mais une autre partie de la population considère aussi ces partis comme les garants d’une fidélité des institutions modernes de l’État à la tradition juive.
Aujourd’hui[Quand ?], le rapport au sionisme laïc est ambigu : c’est toujours officiellement le rejet (de temps en temps revient l’idée que la Shoah est une punition de Dieu contre le sionisme antireligieux). Mais en même temps, il y a une participation de facto évidente de l’État. On a noté aussi un rapprochement de fait avec les sionistes religieux : les partisans d’Agoudat ont montré une nette opposition au démantèlement des colonies juives (généralement sionistes religieuses) de la bande de Gaza en 2005[réf. souhaitée].
Le parti, proche de Benyamin Netanyahou, contribue à maintenir des subventions publiques pour les écoles religieuses ultraorthodoxes et les exemptions de service militaire accordées à leurs étudiants.

## Résultats électoraux

### En Israël
Ci-dessous sont indiqués les résultats électoraux de l’Agoudat Israel et du Poale Agoudat Israel, qu’ils se soit présentés coalisés ou indépendamment.
| Années      | 1951  | 1955  | 1959  | 1961  | 1965  | 1969  | 1973  | 1977  | 1981  | 1984  | 1988  | 1992 | 1996 | 1999 | 2003 | 2006 | 2009 | 2013 | 2015 | 04/2019 | 09/2019 | 2020 | 2021 | 2022 |
| ----------- | ----- | ----- | ----- | ----- | ----- | ----- | ----- | ----- | ----- | ----- | ----- | ---- | ---- | ---- | ---- | ---- | ---- | ---- | ---- | ------- | ------- | ---- | ---- | ---- |
| pourcentage | 3,6 % | 4,7 % | 4,7 % | 5,6 % | 5,1 % | 5,0 % | 3,8 % | 4,7 % | 3,7 % | 1,7 % | 4,7 % | (*)  | (*)  | (*)  | (*)  | (*)  | (*)  | (*)  | (*)  | (*)     | (*)     | (*)  | (*)  | (*)  |
| Sièges      | 5     | 6     | 6     | 6     | 6     | 6     | 5     | 5     | 4     | 2     | 5     | 2    | 2    | 3    | 3    | 3    | 3    | 4    | 3    | 4       | 4       | 4    | 3    | 4    |

Le PAI et l’Agoudat se présentèrent séparément en 1951 (1,6 % pour le PAI) ; en 1961 (1,9 % pour le PAI) ; en 1965 (1,8 % pour le PAI) ; en 1969 (1,9 % pour le PAI) et en 1977 (1,3 % pour le PAI).
(*) depuis 1992, on ne peut donner les résultats spécifiques de l’Agoudat : ses élus l’ont été sur une liste commune avec ceux de Degel HaTorah. L’alliance (rompue en 2005 et reconstituée au début de 2006) s’appelle Yahadut Hatorah (Judaïsme unifié de la Torah). Ses résultats furent :
- 1992 : 3,3 % (2 sièges pour Degel HaTorah) ;
- 1996 : 3,3 % (2 siège pour Degel HaTorah) ;
- 1999 : 3,7 % (2 sièges pour Degel HaTorah) ;
- 2003 : 4,3 % (2 sièges pour Degel HaTorah) ;
- 2006 : 4,7 % (3 sièges pour Degel HaTorah).
- 2009 : 4,4 % (2 sièges pour Degel HaTorah).
- 2013 : 5,2 % (3 sièges pour Degel HaTorah).
- 2015 : 5,0 % (3 sièges pour Degel HaTorah).
- 04/2019 : 5,8 % (4 sièges pour Degel HaTorah).
- 09/2019 : 6,1 % (3 sièges pour Degel HaTorah).
- 2020 : 6,0 % (3 sièges pour Degel HaTorah).
- 2021 : 5,6 % (4 sièges pour Degel HaTorah).
- 2022 : 5,9 % (3 sièges pour Degel HaTorah).